# Torches
Albums de Foster the People
Foster the People
(2011) Supermodel
(2014)
Singles
1. Pumped Up Kicks
Sortie : 14 septembre 2010
2. Helena Beat
Sortie : 26 juillet 2011
3. Call It What You Want
Sortie : 2 décembre 2011
4. Don't Stop (Color on the Walls)
Sortie : 10 janvier 2012
5. Houdini
Sortie : 15 mai 2012

Torches est le premier album du groupe californien Foster the People, sorti en 2011.

## Liste des titres
| No  | Titre                           | Durée |
| --- | ------------------------------- | ----- |
| 1.  | Helena Beat                     | 4.36  |
| 2.  | Pumped Up Kicks                 | 3.59  |
| 3.  | Call It What You Want           | 4.00  |
| 4.  | Don't Stop (Color on the Walls) | 2.56  |
| 5.  | Waste                           | 3.25  |
| 6.  | I Would Do Anything for You     | 3.35  |
| 7.  | Houdini                         | 2.20  |
| 8.  | Life on the Nickel              | 3.36  |
| 9.  | Miss You                        | 3.36  |
| 10. | Warrant                         | 5.22  |